# Damson Idris
Damson Alade-Bo Idris (Londra, 2 settembre 1991) è un attore britannico.

## Biografia
È noto per essere il protagonista della serie tv Snowfall, con il nome di Franklin Saint che ha debuttato il 5 luglio 2017 su FX..

## Filmografia

### Cinema
- Hiding in the Light, regia di Andrew Bury - cortometraggio (2011)
- My Brother the Devil, regia di Sally El Hosaini (2012)
- City of Tiny Lights, regia di Pete Travis (2016)
- Sergente Rex (Megan Leavey), regia di Gabriela Cowperthwaite (2017)
- L'uomo sul treno - The Commuter (The Commuter), regia di Jaume Collet-Serra (2018)
- Farming, regia di Adewale Akinnuoye-Agbaje (2018)
- Astral, regia di Chris Mul (2018)
- Outside the Wire, regia di Mikael Håfström (2021)
- F1 - Il film (F1: The Movie), regia di Joseph Kosinski (2025)

### Televisione
- Miranda – serie TV, episodi 3x06 (2013)
- The Missing – serie TV, episodi 1x06 (2014)
- Babylon – miniserie TV, episodi 1x05 (2014)
- Doctors – serie TV, episodi 16x218 (2015)
- Casualty – serie TV, episodi 29x38 (2015)
- The Twilight Zone – serie TV, episodi 1x03 (2019)
- Black Mirror – serie TV, episodio 5x02 (2019)
- Snowfall – serie TV, 60 episodi (2017-2023)
- Sciame (Swarm) – serie TV, episodio 1x01 (2023)

## Doppiatori italiani
Nelle versioni in italiano delle opere in cui ha recitato, Damson Idris è stato doppiato da:
- Emanuele Ruzza in Black Mirror, Sciame
- Manuel Meli in Snowfall, F1 - Il film
- Federico Viola in Outside the Wire